# Tamás Bakócz

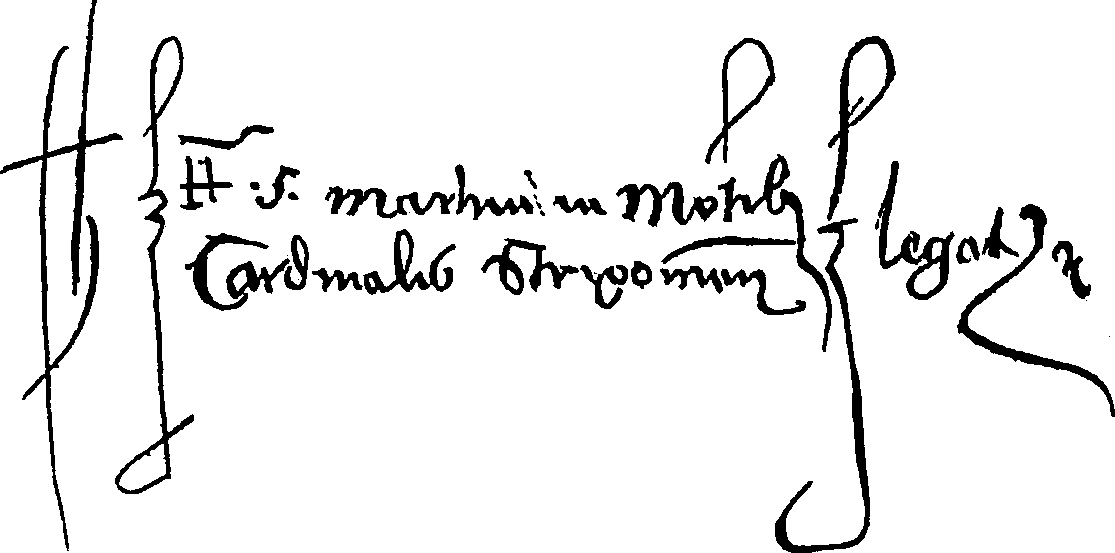
Signatura cardinalului Tamás Bakócz

Tamás Bakócz  (n. 1442, Ardud – d. 15 iunie 1521, Strigonium) sau Tamás Bakács a fost un preot și călugăr dominican, cardinal, episcop de Eger, arhiepiscop-mitropolit de Strigonium, patriarh titular de Constantinopol. La conclavul din 1513 a fost unul din candidații cu șansă de a fi ales papă.

## Familia
Tatăl său, Ferenc Bakócz, a fost iobag al familiei Drágffy la Ardud, a avut cinci băieți, dintre care trei (Bálint, Tamás și Ferenc) au ajuns preoți. În timpul studiilor sale, Tamás Bakócz a fost ajutat de fratele său mai mare, Bálint, care a devenit prelat de Titel, rang preluat de la Janus Pannonius, în urma numirii acestuia în funcția de episcop de Pécs. Ulterior Tamás Bakócz l-a înnobilat și pe fratele său dâruindu-i un blazonul cu un cerb pe o roată (roata fiind simbol al profesiei simple a tatălui lor).

## Cariera ecleziastică
A studiat teologia la călugării dominicani din Mintiu, apoi la Wrocław și la Padova. În 1464 a obținut titlul de doctor în filosofie la Universitatea din Cracovia de unde, împreună cu fratele lui mai mic, Ferenc, au mers mai departe la Academia din Ferrara. În timpul studiilor sale din străinătate a folosit numele de Tamás Erdődi (în traducere: Toma de la Ardud). În jurul anului 1470 s-a întors în Ungaria și cu ajutorul lui Guarino de Ferrare și al fratelui său mai mare, a ajuns în curtea regelui Matia Corvin. Între 1475 și 1480 a participat la trei campanii antiotomane ale regelui Matia, l-a ajutat cu sfaturi importante în ocuparea Austriei și pas cu pas a devenit unul dintre cele mai importante consilieri regale. În 1480 a devenit prelat de Titel, după ce fratele lui mai mare, Bálint a demisionat în favoarea lui (devenind ulterior paroh în Sárospatak).
În 1487 a fost numit episcop de Eger (cu cel mai bogat domeniu episcopal din timpul acela), menținând și titlul de prelat de Titel (și domeniile legate de acest titlu). În același an s-a întâlnit cu arhiepiscopul Hippolyt Estei din Strigonium, primatul de atunci al bisericii catolice din Regatul Ungariei, cu care a reușit să negocieze un schimb de titluri și domenii, oferindu-i pe de o parte episcopia mai bogată de la Eger, dar obținând titlurile de primat și arhiepiscop, adică cel mai înalt pontificat din întregul regat - poziție simbolică dar mult mai importantă în privința ambițiilor sale (titlul de primat însemnând o legătură mult mai directă și vie cu Roma).
După moartea regelui Matia Corvin inițial l-a sprijinit pe Ion Corvin, fiul nelegitim al fostului rege, însă după ce regele Vladislav al II-lea al Ungariei i-a oferit titlul de prim-cancelar al Ungariei, s-a răzgândit și a devenit aliatul acestuia. După numirea lui în 1490 ca prim cancelar regal, în 1493 a devenit paznic a Coroanei Sfinte, titlu menținut până în 1499.
În 1500, cu ajutorul prietenilor și aliaților săi din Veneția, a obținut titlul de cardinal de la Sfântul Scaun, iar în 1510 a primit și titlul de patriarh al Constantinopolului, titlu simbolic dar foarte important din cauza faptului că a sugerat că este cea de a doua putere după papă. Prin aceste titluri a devenit factor important în războaiele din Italia, echilibrând în mod permanent între taberele rivale.

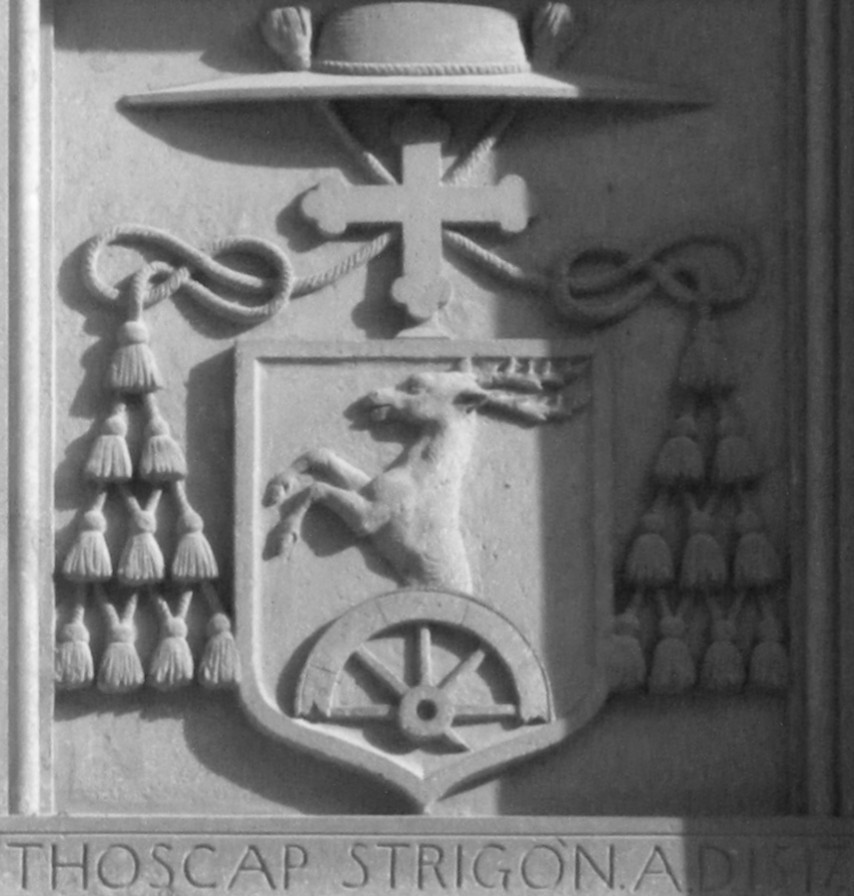
Blazonul cardinalului Tamás Bakócz

## Conclavul din 1513
La data de 21 februarie 1513 a murit papa Iulius al II-lea și s-a convocat la 10 martie conclavul papal, alcătuit din 25 cardinali, din care 18 italieni, 3 spanioli, 1 englez, 1 francez, 1 elvețian și 1 maghiar (în persoana lui Tamás Bakócz). Bakócz, fiind considerat papabil de mulți cardinali, a încercat să le convingă pe cei care nu le-au sprijinit cu promisiunea unei mari cruciade antiotomane, însă cardinalii italieni nu erau atât de interesați în provocarea unui război. În urma primei votări nimeni nu a ieșit învingător, pentru că nici Bakócz și nici cel mai puternic contracandidat al său, Giovanni de' Medici n-a reușit să obțină două treimi din totalul voturilor. La a doua votare a ieșit învingător cel din urmă, care a și-a ales numele de Papa Leon al X-lea.

## Legat apostolic papal

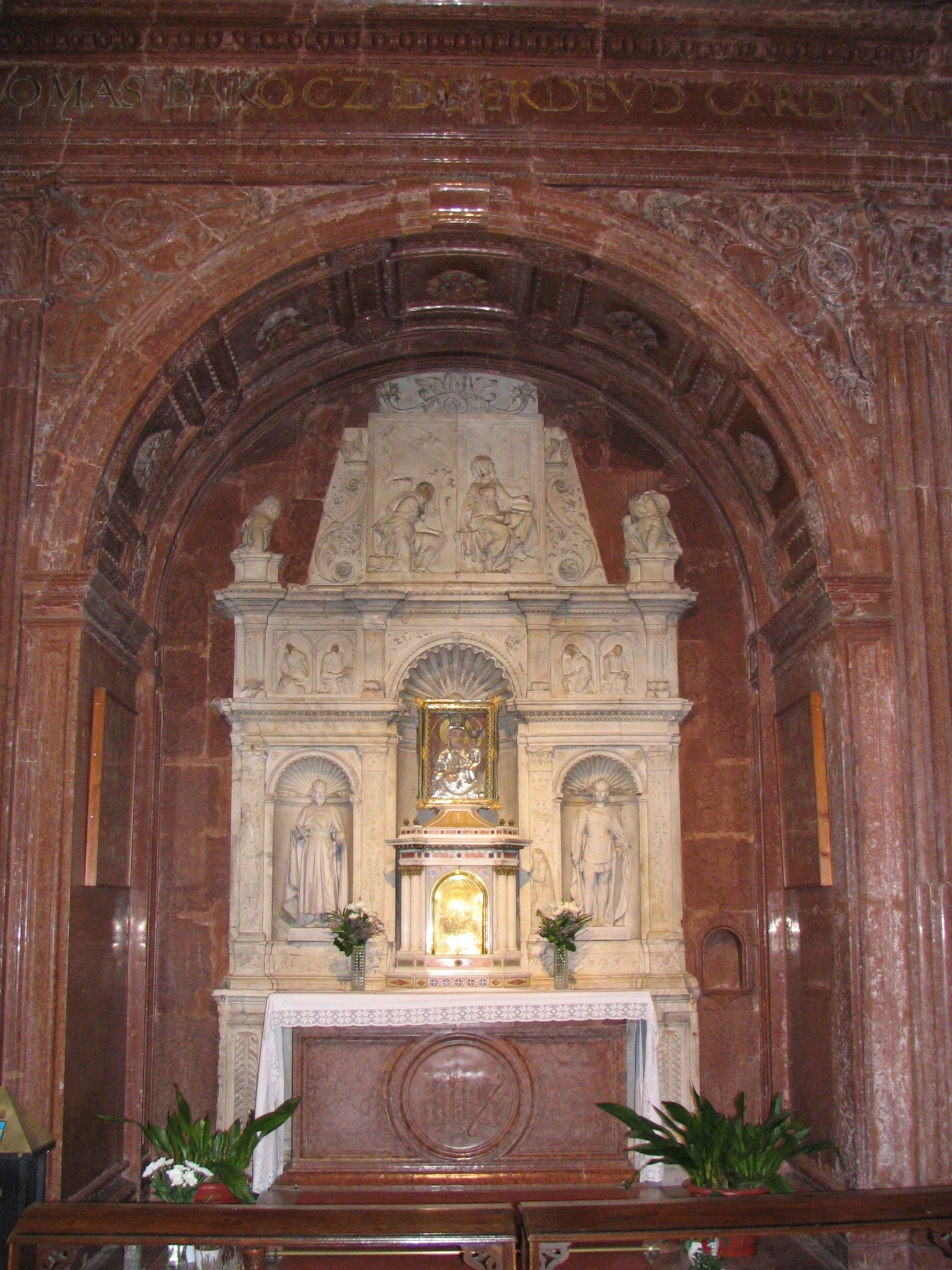
Capela Bakócz din Strigonium, locul de odihnă a cardinalului

Deși a fost contracandidatul lui Leon al X-lea, acesta l-a apreciat mult pe Tamás Bakócz: l-a numit legat apostolic în Ungaria și a lansat acea cruciadă antiotomană, mult dorită de Bakócz. 
Ca legat apostolic Bakócz a adus în țară bula papală despre lansarea cruciadei și le-a convins regele și nobilimea maghiară să lanseze cruciada pe data de 16 aprilie 1514. În urma lansării acestei cruciade s-a izbucnit Răscoala lui Gheorghe Doja, din cauza căreia Bakócz a devenit din ce în ce mai antipatic în cadrul nobilimii (mulți l-au considerat pe el a fi de vină pentru izbucnirea răscoalei). I-a nemulțumit și pe sașii transilvăneni, pentru că a trecut în subordinea sa directă Prepozitura Sibiului și Episcopia de Milcov. Această măsură a contribuit la trecera sașilor la protestantismul lutheran.
La sfârșitul vieții sale a suferit de gută, iar în 1519 a făcut accident vascular cerebral, în urma căruia s-a retras din viața politică. A murit în 1521 și a fost înmormântat în Capela Bakócz de la Strigonium (capelă construită la comanda lui).

## Graduala Bakócz
Graduala Bakócz (în maghiară Bakócz-graduále) este o antologie de cântece bisericești, păstrată în biblioteca Arhidiecezei de Esztergom-Budapesta. Este una dintre cele mai mari și cele mai grele codexe din întreaga lume, cântărește 110 de kilograme și este compusă din 460 de foi de pergament. Pentru fiecare foaie a fost nevoie de toată pielea a unei oi întregi. Codexul conține toate cântecele bisericești catolice legate de toate sărbătorile din anul calendaristic bisericesc. Pe coperta codexului apare blazonul Bakócz-Erdődy cu însemnele de episcop, dar fără însemnele de cardinal, fapt din cauza căreia nu se știe cu siguranță dacă codexul a fost făcut la comanda personală a lui Tamás Bakócz, sau eventual la comanda unuia dintre nepoții săi, János sau Simon Erdődy (amândoi fiind numiți episcopi de Zagreb de unchiul lor).